# غريغ هايبارد
غريغ هايبارد (بالإنجليزية: Greg Hibbard)‏ هو لاعب كرة قاعدة أمريكي، ولد في 13 سبتمبر 1964 في نيو أورلينز في الولايات المتحدة.

## وصلات خارجية
- غريغ هايبارد على موقع دوري كرة القاعدة الرئيسي (الإنجليزية)
- غريغ هايبارد على موقعبيزبول رفرنس.كوم (الدوري الرئيسي) (الإنجليزية)
- غريغ هايبارد على موقعبيزبول رفرنس.كوم (الدوري الثانوي) (الإنجليزية)
- غريغ هايبارد على موقع مشجعي الرسوم البيانية (الإنجليزية)